# Robert Lechner
Robert Lechner (Bruckmühl, 22 de enero de 1967) es un deportista alemán que compitió para la RFA en ciclismo en la modalidad de pista, especialista en la prueba del kilómetro contrarreloj.
Participó en los Juegos Olímpicos de Seúl 1988, obteniendo una medalla de bronce en la prueba del kilómetro contrarreloj.
En una entrevista ofrecida al diario FAZ en febrero de 2008, Lechner confesó haber tomado sustancias prohibidas (anabólicos y cortisona) en su preparación para los Juegos de Seúl 1988.

## Medallero internacional
| Juegos Olímpicos | Juegos Olímpicos     | Juegos Olímpicos  | Juegos Olímpicos  |
| Año              | Lugar                | Medalla           | Competición       |
| ---------------- | -------------------- | ----------------- | ----------------- |
| 1988             | Seúl (Corea del Sur) | Medalla de bronce | 1 km contrarreloj |